# Vasco Graça Moura
Pour les articles homonymes, voir Moura (homonymie).
Vasco Graça Moura, né Vasco Navarro da Graça Moura le 3 janvier 1942 à Foz do Douro (Porto) et mort le 27 avril 2014 à Lisbonne, est un écrivain, traducteur, avocat et homme politique portugais.

## Biographie

### Écrivain
Il a reçu le prix Max-Jacob en 2007 et le prix Pessoa en 1995.

### Eurodéputé
Le 20 juillet 1999, il est élu député européen pour le Parti social-démocrate. Il siégera jusqu'en 2009.

## Distinctions
- Grand-croix de l'ordre de Sant'Iago de l'Épée